# ITF Women's Circuit Sanya 2012
L'ITF Women's Circuit Sanya 2012 è stato un torneo di tennis facente parte della categoria ITF Women's Circuit nell'ambito dell'ITF Women's Circuit 2012. Il torneo si è giocato a Sanya in Cina dal 12 al 18 marzo 2012 su campi in cemento e aveva un montepremi di $25,000.

## Vincitori

### Singolare
Wang Qiang ha battuto in finale  Han Xinyun con il punteggio di 6–2, 6–4

### Doppio
Erika Sema /  Zheng Saisai hanno battuto in finale  Liang Chen /  Zhou Yimiao con il punteggio di 6–2, 6–2